# Prometio
El prometio es un elemento químico de la tabla periódica cuyo símbolo es Pm y su número atómico es 61. Algún tiempo se le denominó ilinio (por Illinois). Aunque, tras la observación de ciertas líneas espectrales, algunos científicos han reclamado haber descubierto este elemento en la naturaleza, nadie ha podido aislarlo de sustancias naturales.
En 1902 Bohuslav Brauner sugirió que había un elemento entonces desconocido con propiedades intermedias entre las de los elementos conocidos neodimio (60) y samario (62); esto fue confirmado en 1914 por Henry Moseley, quien, habiendo medido los números atómicos de todos los elementos entonces conocidos, encontró que faltaba el número atómico 61. En 1926, dos grupos (uno italiano y otro estadounidense) afirmaron haber aislado una muestra del elemento 61; pronto se demostró que ambos "descubrimientos" eran falsos. En 1938, durante un experimento nuclear realizado en la Universidad Estatal de Ohio, se produjeron algunos nucleidos radiactivos que ciertamente no eran radioisótopos de neodimio o samario, pero faltaba una prueba química de que se produjo el elemento 61, y el descubrimiento no fue generalmente reconocido. El prometio se produjo y caracterizó por primera vez en el Laboratorio Nacional de Oak Ridge en 1945 mediante la separación y el análisis de los productos de fisión del combustible de uranio irradiado en un reactor de grafito. Los descubridores propusieron el nombre "prometeo" (la ortografía se cambió posteriormente), derivado de Prometeo, el titán de la mitología griega que robó el fuego del monte Olimpo y se lo llevó a los humanos, para simbolizar "tanto la audacia como el posible mal uso del intelecto de la humanidad". Sin embargo, una muestra del metal se hizo solo en 1963.
Hay dos posibles fuentes de prometio natural: desintegración alfa rara de europio-151 natural (que produce prometio-147) y fisión espontánea de uranio (varios isótopos). Existen aplicaciones prácticas solo para los compuestos químicos de prometio-147, que se utilizan en pintura luminosa, baterías atómicas y dispositivos de medición de espesor, aunque el prometio-145 es el isótopo de prometio más estable. Debido a que el prometio natural es extremadamente escaso, normalmente se sintetiza bombardeando uranio-235 (uranio enriquecido) con neutrones térmicos para producir prometio-147 como un producto de fisión.

## Historia
En 1902, Brauner predijo la existencia de este elemento. Diversos grupos adujeron haberlo obtenido, pero -debido a la dificultad para separar el prometio de otros elementos- no pudieron confirmar tales descubrimientos. Jacob A. Marinsky, Lawrence E. Glendenin y Charles D. Coryell, en 1944, probaron la existencia del prometio.
Demasiado ocupados con las investigaciones relacionadas con la defensa durante la Segunda Guerra Mundial, no reivindicaron su descubrimiento hasta 1947. Lo obtuvieron analizando subproductos de la fisión del uranio generados en un reactor nuclear situado en los laboratorios Clinton, en Tennessee.

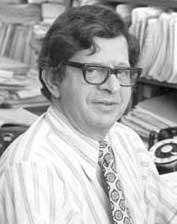
Jacob A. Marinsky
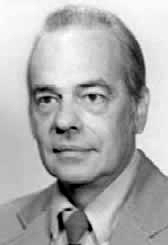
Lawrence E. Glendenin
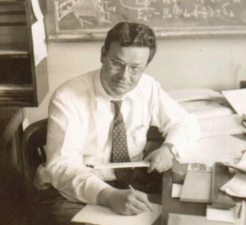
Charles D. Coryell

## Propiedades

### Propiedades físicas
Un átomo de prometio tiene 61 electrones, dispuestos en la configuración [Xe] 4f5 6s 2. Al formar compuestos, el átomo pierde sus dos electrones más externos y uno de los electrones 4f, que pertenece a un subcapa abierta. El radio atómico del elemento es el segundo más grande entre todos los lantánidos, pero es solo un poco mayor que el de los elementos vecinos. Es la excepción más notable a la tendencia general de la contracción de los átomos de lantánidos con el aumento de sus números atómicos. Muchas propiedades del prometio dependen de su posición entre los lantánidos y son intermedias entre las del neodimio y el samario. Por ejemplo, el punto de fusión, las tres primeras energías de ionización y la energía de hidratación son mayores que las del neodimio y menores que las del samario; de manera similar, la estimación del punto de ebullición, iónico ( el radio Pm3+) y el calor estándar de formación del gas monoatómico son mayores que los del samario y menores que los del neodimio.
El prometio tiene una estructura doble hexagonal compacta (dhcp) y una dureza de 63 kg/mm2. Este la forma alfa de baja temperatura se convierte en una fase beta, cúbica centrada en el cuerpo (bcc) al calentarse a 890 °C.

### Propiedades y compuestos químicos
El prometio pertenece al grupo del cerio de los lantánidos y es químicamente muy similar a los elementos vecinos. Debido a su inestabilidad, los estudios químicos del prometio están incompletos. Aunque se han sintetizado algunos compuestos, no están completamente estudiados; en general, tienden a ser de color rosa o rojo. El tratamiento de soluciones ácidas que contienen iones Pm3+ con amoníaco da como resultado un sedimento gelatinoso de hidróxido de color marrón claro, Pm(OH)3, que es insoluble en agua. Cuando se disuelve en ácido clorhídrico, se produce una sal amarilla soluble en agua, PmCl3; de manera similar, cuando se disuelve en ácido nítrico, resulta un nitrato, Pm(NO3)3. Este último también es bien soluble; cuando se seca, forma cristales rosados, similares a Nd(NO3)3. La configuración electrónica para Pm3+ es [Xe] 4f4, y el color del ion es rosa. El símbolo del término del estado fundamental es 5I4. El sulfato es ligeramente soluble, como los demás sulfatos del grupo del cerio. Se han calculado los parámetros de la celda para su octahidrato; llevan a la conclusión de que la densidad de Pm2(SO4)3·8 H2O es 2,86 g/cm3. El oxalato, Pm2(C2O4)3·10 H2O, tiene la solubilidad más baja de todos los oxalatos de lantánidos.
A diferencia del nitrato, el óxido de prometio es similar a la sal de samario correspondiente y no a la sal de neodimio. Tal como se sintetiza, p. al calentar el oxalato, se convierte en un polvo de color blanco o lavanda con estructura desordenada. Este polvo cristaliza en una red cúbica al calentarlo a 600 °C. El recocido adicional a 800 °C y luego a 1750 °C lo transforma irreversiblemente en las fases monoclínica y hexagonal, respectivamente, y las dos últimas fases se pueden interconvertir ajustando el tiempo de recocido y temperatura.
| Fórmula | simetría    | grupo espacial | No  | símbolo Pearson | a (pm) | b (pm) | c (pm) | Z  | densidad, g/cm3 |
| ------- | ----------- | -------------- | --- | --------------- | ------ | ------ | ------ | -- | --------------- |
| α-Pm    | dhcp        | P63/mmc        | 194 | hP4             | 365    | 365    | 1165   | 4  | 7.26            |
| β-Pm    | bcc         | Fm3m           | 225 | cF4             | 410    | 410    | 410    | 4  | 6.99            |
| Pm2O3   | cúbica      | Ia3            | 206 | cI80            | 1099   | 1099   | 1099   | 16 | 6.77            |
| Pm2O3   | monoclinico | C2/m           | 12  | mS30            | 1422   | 365    | 891    | 6  | 7.40            |
| Pm2O3   | hexagonal   | P3m1           | 164 | hP5             | 380.2  | 380.2  | 595.4  | 1  | 7.53            |

El prometio forma solo un estado de oxidación estable, +3, en forma de iones; esto está en línea con otros lantánidos. Según su posición en la tabla periódica, no se puede esperar que el elemento forme estados de oxidación estables +4 o +2; el tratamiento de compuestos químicos que contienen iones Pm3+ con agentes oxidantes o reductores fuertes mostró que el ion no se oxida ni se reduce fácilmente.
| Fórmula | color          | número de coordinación | simetría    | grupo espacial | No  | Símbolo Pearson | p.f. (°C) |
| ------- | -------------- | ---------------------- | ----------- | -------------- | --- | --------------- | --------- |
| PmF3    | violeta-rosado | 11                     | hexagonal   | P3c1           | 165 | hP24            | 1338      |
| PmCl3   | Lavanda        | 9                      | hexagonal   | P63/mc         | 176 | hP8             | 655       |
| PmBr3   | Rojo           | 8                      | ortorómbico | Cmcm           | 63  | oS16            | 624       |
| α-PmI3  | Rojo           | 8                      | ortorómbico | Cmcm           | 63  | oS16            | α→β       |
| β-PmI3  | Rojo           | 6                      | rombohedral | R3             | 148 | hR24            | 695       |

### Isótopos
El prometio es el único lantánido y uno de los dos únicos elementos entre los primeros 83 que no tiene isótopos estables o de larga vida (primordial). Esto es el resultado de un efecto que rara vez ocurre del modelo de gota líquida y estabilidades de isótopos de elementos vecinos; también es el elemento menos estable de los primeros 84. Los principales productos de descomposición son los isótopos de neodimio y samario (el prometio-146 se descompone en ambos, los isótopos más ligeros generalmente en neodimio a través de la desintegración de positrones y la captura de electrones, y los isótopos más pesados al samario a través de la desintegración beta). Los isómeros nucleares de prometio pueden descomponerse en otros isótopos de prometio y un isótopo (145Pm) tiene un modo de descomposición alfa muy poco común a praseodimio-141 estable.
El isótopo más estable del elemento es el prometio-145, que tiene una actividad específica de 940 Ci/g (?? TBq/g) y una vida media de 17,7  años desintegrándose mediante captura de electrones. Porque tiene 84 neutrones (dos más de 82, que es un número mágico que corresponde a una configuración de neutrones estable), puede emitir una partícula alfa (que tiene 2 neutrones) para formar praseodimio-141 con 82 neutrones. Por lo tanto, es el único isótopo de prometio con una desintegración alfa observada experimentalmente. Su vida media parcial para la descomposición alfa es de aproximadamente 6,3×109 años, y la probabilidad relativa de que un núcleo de 145Pm se desintegre de esta manera es 2,8×10-7 %. Varios otros isótopos de prometio como 144Pm, 146Pm y 147Pm también tienen una liberación de energía positiva para la descomposición alfa; se predice que ocurrirán sus desintegraciones alfa, pero no se han observado.
El elemento también tiene 18 isómeros nucleares, con número de masa de 133 a 142, 144, 148, 149, 152 y 154 (algunos números de masa tienen más de un isómero). El más estable de ellos es el prometio-148m, con una vida media de 43,1 días; esto es más largo que las vidas medias de los estados básicos de todos los isótopos de prometio, excepto del prometio-143 a 147. De hecho, el prometio-148m tiene una vida media más larga que su estado fundamental, el prometio-148.

## Origen
Se genera artificialmente en reactores nucleares, ya que es uno de los elementos resultantes de la fisión del uranio, del torio y del plutonio. Todos los isótopos conocidos son radiactivos. Se utilizan principalmente en investigación con trazadores. La vida media del isótopo más estable del prometio, el 145Pm, es de 17,7 años. Se desintegra mediante captura electrónica decae en 145Nd.
Actualmente el prometio se recupera todavía de subproductos de la fisión del uranio. También se puede producir mediante bombardeo de 146Nd con neutrones. Por captura de un neutrón, este núclido se transforma en 147Nd (cuya vida media es de 11 días), que por emisión de una partícula beta se transmuta en 147Pm. Aunque en la Tierra no existe naturalmente, se ha detectado en el espectro de una estrella de la constelación de Andrómeda.

## Aplicaciones
Su aplicación principal es en la industria de sustancias fosforescentes. También se usa en fabricación de calibradores de aberturas y en baterías nucleares empleadas en aplicaciones exoespaciales (espacio exterior).
El prometio se podría aprovechar para elaboración de una batería que funcione con energía nuclear, que usaría las partículas beta emitidas por la transmutación del prometio para propiciar que una substancia fosforescente emitiera luz, que a su vez mediante un dispositivo similar a un panel solar se convertiría luego en electricidad. Se estima que este tipo de batería podría suministrar energía durante cinco años.[cita requerida]
Así mismo, el prometio se podría usar:[cita requerida]
- Como fuente portátil de rayos X
- En generadores termoeléctricos de radioisótopos para suministrar electricidad a sondas exoespaciales (espacio exterior) y satélites
- Como fuente radioactiva para instrumentos de medición de espesores;
- Para elaborar láseres destinados a comunicación con submarinos en su ámbito habitual (sumergidos).